# 岡田絵里香
岡田 絵里香（おかだ えりか、1983年3月14日 - ）は、岐阜県出身のタレント、女優。ミルキット (MILK IT Inc.) に所属していた。

## 来歴
大阪府立生野聾学校（現・大阪府立生野聴覚支援学校）卒業。小学生時代にはいじめを受け、さらにはホームレスも経験するなど非常に辛いものであったとされる。
その後、2006年にアメリカで制作・公開された映画『バベル』に出演。2007年夏には、日本テレビ『24時間テレビ』内で放送のドラマスペシャル『君がくれた夏 〜がんばれば、幸せになれるよ〜』にも看護師役で出演した。
2008年9月、自伝的映画『ロンリーバタフライ』の制作実行委員を組み、制作費についてはスポンサー（個人・法人含む）を募集するという企画を立ち上げる。この映画は2009年に制作され、2010年に公開された。
2015年、Erica名義でLINE用手話スタンプの販売を開始した。このスタンプは2016年10月時点で40種類あり、日常生活でよく使うとされる手話の動作を岡田の自画像と文字で解説したものになっている。

## 出演

### 映画
- バベル（制作：2006年、公開：2006年/2007年）
- ポストマン（2008年） - 佐々木瑞恵 役
- ロンリーバタフライ（制作：2009年、公開：2010年予定）

### テレビ番組
- FNNスーパーニュース（2006年12月5日、フジテレビ） - スーパーリポート
- 筑紫哲也 NEWS23（2007年2月26日、TBS） - インタビュー
- FNNスーパーニュースアンカー（2007年3月6日、関西テレビ） - 特報アンカー
- カンニングのDAI安吉日!（2007年4月16日、BSフジ）
- モクスペ（2007年8月16日、日本テレビ）
- 一期一会 キミにききたい!（2007年12月22日、NHK教育テレビ）
- ろうを生きる 難聴を生きる（2008年1月15日、NHK教育テレビ）
- NHKみんなの手話（2008年4月 - 、NHK教育テレビ） - 方言の手話訳
- スーパーモーニング（2008年10月10日、テレビ朝日） - 「女優は元ホームレス半生を語る」出演
- 魔女たちの22時（2010年6月1日、日本テレビ）

### テレビドラマ
- 君がくれた夏 〜がんばれば、幸せになれるよ〜（2007年8月18日、日本テレビ） - 看護師 役
- 森が教えてくれたこと（2007年8月18日、福岡放送）
- 霧の火 樺太・真岡郵便局に散った九人の乙女たち（2008年8月25日、日本テレビ）

## 掲載

### 雑誌
- 週刊プレイボーイ（2006年12月11日、集英社） - 連載企画「未確認美少女同好会UBU」
- SPA!（2006年12月12日、扶桑社） - 「今週の顔」
- 週刊プレイボーイ（2007年8月20日、集英社）

### 新聞
- 読売新聞（2007年1月30日、読売新聞社） - 「著者来店」

## 執筆

### 書籍
- 詩集 ERICA（2006年12月5日、集英社、ISBN 4-08-780452-6）
- ハンドサインBOOK ハン☆パラ ERICA Produce Hand★Paradise（2007年9月14日、ぶんか社、ISBN 978-4-8211-0941-8）
- フォトエッセイ集 息をするように。（2008年3月14日、KKベストセラーズ、ISBN 978-4-584-13063-6）
- 手話入門 きちんと伝わるはじめての手話（2008年4月10日、ナツメ社、ISBN 978-4-8163-4479-4）
- ロンリーバタフライ（2010年9月、集英社、ISBN 978-4-08-780578-9）

### 新聞
- 読売新聞（2007年4月 - 、読売新聞社） - エッセイ連載